# Diócesis de Berbérati
La diócesis de Berbérati (en latín: Dioecesis Berberatensis y en francés: Diocèse de Berbérati) es una circunscripción eclesiástica de la Iglesia católica en la República Centroafricana. Se trata de una diócesis latina, sufragánea de la arquidiócesis de Bangui. Desde el 14 de mayo de 2012 su obispo es Dennis Kofi Agbenyadzi, de la Sociedad de Misiones Africanas.

## Territorio y organización
La diócesis tiene 44 000 km² y extiende su jurisdicción sobre los fieles católicos de rito latino residentes en la prefectura de Mambéré-Kadéï y en la prefectura económica de Sangha-Mbaéré.
La sede de la diócesis se encuentra en la ciudad de Berbérati, en donde se halla la Catedral del Sagrado Corazón.
En 2020 en la diócesis existían 19 parroquias.

## Historia
La prefectura apostólica de Berbérati fue erigida el 28 de mayo de 1940 con la bula Quo Evangelii del papa Pío XII, obteniendo el territorio de los vicariatos apostólicos de Foumban (hoy diócesis de Nkongsamba) y Ubangui Chari (hoy arquidiócesis de Bangui).
El 9 de enero de 1947 cedió una porción de su territorio para la erección de la prefectura apostólica de Fort Lamy (hoy arquidiócesis de Yamena) mediante la bula Quo evangelizationis del papa Pío XII.
El 13 de marzo de 1952 la prefectura apostólica fue elevada a vicariato apostólico con la bula Cum ob sollertem del papa Pío XII.
El 14 de septiembre de 1955 el vicariato apostólico fue elevado a diócesis con la bula Dum tantis del papa Pío XII.
El 9 de febrero de 1959 cedió una porción de su territorio para la erección de la prefectura apostólica de Bossangoa (hoy diócesis de Bossangoa) mediante la bula Qui Christo iubente del papa Juan XXIII.
El 27 de febrero de 1978 cedió otra porción de su territorio para la erección de la diócesis de Bouar mediante la bula Peramplum Berberatensis del papa Pablo VI.

## Estadísticas
Según el Anuario Pontificio 2021 la diócesis tenía a fines de 2020 un total de 241 930 fieles bautizados.
| Año                                                                             | Población            | Población | Población      | Sacerdotes | Sacerdotes    | Sacerdotes    | Bautizados por sacerdote | Diáconos permanentes | Religiosos | Religiosos | Parroquias |
| Año                                                                             | Bautizados católicos | Total     | % de católicos | Total      | Clero secular | Clero regular | Bautizados por sacerdote | Diáconos permanentes | Varones    | Mujeres    | Parroquias |
| ------------------------------------------------------------------------------- | -------------------- | --------- | -------------- | ---------- | ------------- | ------------- | ------------------------ | -------------------- | ---------- | ---------- | ---------- |
| 1950                                                                            | 15 000               | 17 250    | 87.0           | 25         |               | 25            | 600                      |                      |            | 14         | 10         |
| 1957                                                                            | 25 446               | 440 000   | 5.8            | 32         |               | 32            | 795                      |                      | 6          | 32         |            |
| 1969                                                                            | 34 540               | 405 000   | 8.5            | 40         | 5             | 35            | 863                      |                      | 49         | 56         | 13         |
| 1980                                                                            | 29 200               | 232 530   | 12.6           | 27         | 8             | 19            | 1081                     |                      | 36         | 28         | 10         |
| 1990                                                                            | 55 120               | 287 000   | 19.2           | 23         | 12            | 11            | 2396                     |                      | 20         | 20         | 19         |
| 1999                                                                            | 72 274               | 353 391   | 20.5           | 34         | 21            | 13            | 2125                     |                      | 21         | 32         | 20         |
| 2000                                                                            | 73 935               | 362 225   | 20.4           | 32         | 20            | 12            | 2310                     |                      | 22         | 32         | 20         |
| 2001                                                                            | 73 935               | 362 225   | 20.4           | 33         | 21            | 12            | 2240                     |                      | 22         | 32         | 20         |
| 2002                                                                            | 75 000               | 362 225   | 20.7           | 29         | 19            | 10            | 2586                     |                      | 17         | 30         | 20         |
| 2003                                                                            | 75 000               | 362 225   | 20.7           | 31         | 20            | 11            | 2419                     |                      | 20         | 33         | 20         |
| 2004                                                                            | 75 000               | 362 225   | 20.7           | 28         | 14            | 14            | 2678                     |                      | 21         | 29         | 20         |
| 2006                                                                            | 78 400               | 384 000   | 20.4           | 35         | 24            | 11            | 2240                     |                      | 18         | 35         | 16         |
| 2012                                                                            | 114 000              | 427 000   | 26.7           | 30         | 23            | 7             | 3800                     |                      | 10         | 25         | 18         |
| 2015                                                                            | 218 000              | 451 000   | 48.3           | 34         | 27            | 7             | 6411                     |                      | 12         | 23         | 17         |
| 2018                                                                            | 230 660              | 478 000   | 48.3           | 34         | 28            | 6             | 6784                     |                      | 11         | 20         | 17         |
| 2020                                                                            | 241 930              | 500 900   | 48.3           | 34         | 29            | 5             | 7115                     |                      | 10         | 18         | 19         |
| Fuente: Catholic-Hierarchy, que a su vez toma los datos del Anuario Pontificio. |                      |           |                |            |               |               |                          |                      |            |            |            |

## Episcopologio
- Pietro Alcantara da Habas, O.F.M.Cap. † (28 de marzo de 1941-1952 renunció)
- Alphonse-Célestin-Basile Baud, O.F.M.Cap. † (10 de abril de 1954-2 de junio de 1979 renunció)
  - Sede vacante (1979-1987)
- Jérôme-Michel-Francis Martin, O.F.M.Cap. † (3 de octubre de 1987-17 de junio de 1991 renunció)[8]
- Agostino Giuseppe Delfino, O.F.M.Cap. † (17 de junio de 1991-17 de junio de 2010 retirado)[nota 1]
- Dennis Kofi Agbenyadzi, S.M.A., desde el 14 de mayo de 2012